# Guanmenshan Shuiku (reservoar i Kina, Heilongjiang)
Guanmenshan Shuiku (kinesiska: 关门山水库) är en reservoar i Kina. Den ligger i provinsen Heilongjiang, i den nordöstra delen av landet, omkring 150 kilometer öster om provinshuvudstaden Harbin. Arean är 1,6 kvadratkilometer. Omgivningarna runt Guanmenshan Shuiku är en mosaik av jordbruksmark och naturlig växtlighet. Den sträcker sig 1,9 kilometer i nord-sydlig riktning, och 1,4 kilometer i öst-västlig riktning.
Genomsnittlig årsnederbörd är 862 millimeter. Den regnigaste månaden är juli, med i genomsnitt 174 mm nederbörd, och den torraste är januari, med 7 mm nederbörd.